# Juin 1932

## Événements
- 3 juin, France : Édouard Herriot Président du Conseil. Gouvernement Édouard Herriot (3) sans la participation des socialistes. Il donne la priorité aux questions internationales (conférence du désarmement).

- 5 juin : Grand Prix automobile d'Italie.

- 16 juin : Conférence de Lausanne annulant les réparations de guerre dues par l’Allemagne (fin le 19 juillet).

- 18 juin : 
  - départ de la dixième édition des 24 Heures du Mans.
  - Premier vol du chasseur français Dewoitine D.500.

- 19 juin :
  - Victoire de Raymond Sommer et Luigi Chinetti sur une Alfa Romeoaux 24 Heures du Mans.
  - Victoire de Rudolf Caracciola au Grand Prix automobile de Lviv.

- 24 juin : création de la compagnie aérienne soviétique Pulkovo Aviation.

- 25 juin : début de la dictature au Portugal. Après sa démission du ministère des finances en juin, Salazar devient chef du gouvernement. La constitution, en cours d’élaboration, peut recevoir les aménagements permettant un pouvoir sans limites. La doctrine de Salazar se résume en cinq mots : Dieu, patrie, autorité, famille, travail. Suppression des partis politiques. Dissolution du Centre Catholique.

- 27 juin : révolution en Thaïlande. Le roi perd tout pouvoir politique. Pendant le règne du roi Prachadhipok (Rama VII), un coup d'État militaire dirigé par Pridi Phanomyong et le colonel Phibun Songkram proclame la monarchie constitutionnelle.

## Naissances
- 4 juin : John Drew Barrymore, acteur et réalisateur américain († 29 novembre 2004).
- 6 juin : David Scott, astronaute américain.
- 10 juin :
  - Hal Jackman, lieutenant-gouverneur de l'Ontario.
  - Gardner McKay, acteur américain († 21 novembre 2001).
- 11 juin : Athol Fugard, dramaturge sud-africain († 8 mars 2025).
- 12 juin : Padmini, actrice indienne († 24 septembre 2006).
- 14 juin : Henri Schwery, cardinal suisse, évêque émérite de Sion.
- 15 juin : Mario Cuomo, homme politique américain († 1er janvier 2015).
- 17 juin :
  - Sabin Bălaşa, peintre et réalisateur de cinéma d'animation roumain († 1er avril 2008).
  - Michel Dreyfus-Schmidt, homme politique français († 7 septembre 2008).
- 19 juin : 
  - Pier Angeli, actrice italienne († 10 septembre 1971).
  - Marisa Pavan, actrice italienne († 6 décembre 2023).
- 21 juin : Lalo Schifrin, pianiste, chef d'orchestre et compositeur argentin († 26 juin 2025).
- 24 juin :
  - « Antoñete » (Antonio Chenel Albaladejo), matador espagnol († 22 octobre 2011).
  - David McTaggart, canadien, fondateur de Greenpeace International († 23 mars 2001).
  - Mel Hurtig, auteur et homme politique canadien.
  - Hirohisa Fujii, homme politique japonais († 10 juillet 2022).
- 30 juin : Mongo Beti, écrivain camerounais († 7 octobre 2001).

## Décès
- 5 juin : André Boillot, pilote français de course automobile (° 5 juin 1891).
- 6 juin : Omer Verschoore, coureur cycliste belge (° 2 décembre 1888).
- 8 juin : Margaret Nevinson, écrivaine et militante suffragiste britannique (° 11 janvier 1858).
- 12 juin : Theo Heemskerk, homme politique néerlandais (° 1852).
- 14 juin : Adolf Hering, peintre et illustrateur allemand (° 7 décembre 1863).
- 16 juin : Felipe Guzmán, homme politique bolivien (° 27 janvier 1879).
- 29 juin : Gyp, romancière française (° 15 août 1849).